# Ведищев, Андрей Владимирович

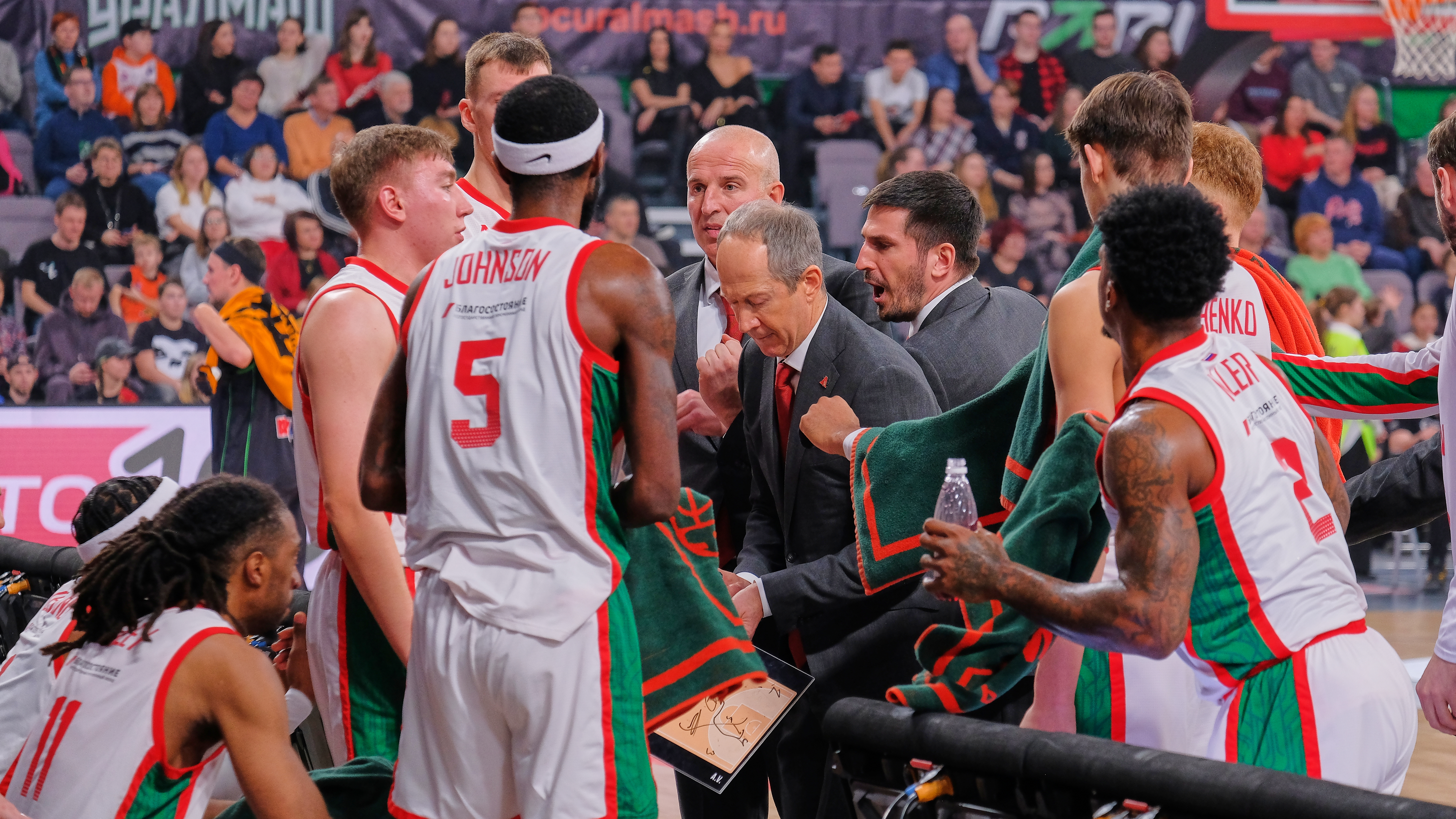
Во главе тренерского штаба Локомотива (2024)

Андре́й Влади́мирович Веди́щев (род. 22 сентября 1973, Ставрополь) — советский и российский баскетболист, тренер и функционер, игравший на позиции атакующего защитника. Президент баскетбольного клуба «Локомотив-Кубань».

## Биография
Игровую карьеру начинал в Ставрополе. В конце 1990-х годов играл в московском «Спартаке», входил в десятку бомбардиров Суперлиги первых пяти лет существования (1994—1999).
В сезонах 2001—2002 годов играл за «Локомотив» (Минеральные Воды), в составе которого стал бронзовым призёром Суперлиги A и финалистом последнего розыгрыша Кубка Корача. После этого перешёл в московское «Динамо», однако получив предложение возглавить «Локомотив», завершил карьеру. В качестве генерального директора дважды перевозил клуб в другой город: в 2003 году — в Ростов-на-Дону (фактически команда и раньше базировалась в этом городе из-за отсутствия в Минеральных Водах подходящей площадки), а ещё через шесть лет — в Краснодар (при этом превратившись из генерального директора в президента).
В 2011 году окончил МГИМО по специальности «Международный бизнес и деловое администрирование в индустрии спорта». Имеет высшее экономическое образование.
Признаётся достаточно влиятельным баскетбольным функционером. За время деятельности в качестве спортивного менеджера многократно поощрялся Российской федерацией баскетбола и министром спорта В. Л. Мутко. Был награждён высшим ведомственным знаком «Почётный железнодорожник». Активно поддерживает детский и юношеский спорт, в частности на протяжении 12 лет является президентом турнира по баскетболу «Локобаскет — Школьная лига», в котором принимают участие более 180 000 школьников из 18 регионов России.
Женат, отец троих детей.

### Игровая и менеджерская карьера
- 1990—1994: БК «Кавказ» (Ставрополь) «Алеко» (Ставрополь)
- 1994—1998: БК «Спартак» (Москва)
- 1998—1999: БК «Сталь» (Польша)
- 1999—2000: БК «UKJ SÜBA» (Санкт-Пёльтен, Австрия)
- 2001—2001: БК «Автодор» (Саратов)
- 2001—2002: БК «Локомотив» (Мин. Воды)
- 2002—2003: БК «Динамо» (Мос.обл.)
- 2003—2009: Генеральный директор БК «Локомотив-Ростов».
- С 2009: Президент ПБК «Локомотив-Кубань»
- 2013: Член Исполкома Российской Федерации Баскетбола
- 2015: Член Тренерского совета РФБ

### Достижения
- Бронзовый призёр чемпионата России — 2001, 2002
- Обладатель Кубка России — 2000
- Финалист Кубка Корача — 2001/2002
- Бронзовый призёр молодёжного первенства Европы — 1992[7]

Как генеральный директор БК «Локомотив-Ростов»:
- Финалист Кубка ФИБА — 2004/2005
- Обладатель Международного Кубка РЖД — 2007, 2008

Как президент БК «Локомотив-Кубань»:
- Финалист Кубка Вызова ФИБА — 2010/2011
- Бронзовый призёр чемпионата России БЕКО ПБЛ — 2011/2012
- Серебряный призёр Единой лиги ВТБ — 2012/2013, 2022/2023
- Обладатель Кубка Европы — 2012/2013
- Бронзовый призёр Единой лиги ВТБ — 2014/2015
- Бронзовый призёр Евролиги 2015/16

## Награды
21 октября 2020 года Ведищев получил звание «Заслуженный работник физической культуры и спорта Кубани». Торжественное мероприятие состоялось в большом перерыве матча «Локомотив-Кубань» — «Андорра» (76:61) в рамках Еврокубка. Награду вручал Министр физической культуры и спорта Краснодарского края Алексей Чернов.